# 希爾斯伯勒體育場
希爾斯伯勒體育場是美國西北部的一座綜合運動場，位於俄勒岡州希爾斯伯勒，波特蘭以西的郊區。

## 歷史
體育場耗資750萬美元建造，於1999年8月啟用，整個體育園區的建造成本為1000萬美元，資金來自城市和Ronler Acres城市更新區<ref name="open">。

## 外部連結
- Gordon Faber Recreation Complex  （页面存档备份，存于）
- 维基共享资源上的相關多媒體資源：希爾斯伯勒體育場